# Континентальная баскетбольная ассоциация
Континентальная баскетбольная ассоциация (англ. Continental Basketball Association (CBA)) — профессиональная баскетбольная лига в США, существовавшая с 1946 по 2009 год. Лига являлась филиалом государственной спортивной организации USA Basketball.

## История
Континентальная баскетбольная ассоциация была младшей профессиональной баскетбольной лигой в США с 1946 по 2009 год. КБА называла себя «Самой старой профессиональной баскетбольной лигой в мире», так как была основана 23 апреля 1946 года, на два месяца раньше основания Национальной баскетбольной ассоциации. Первоначально называлась Баскетбольная лига восточной Пенсильвании (англ. Eastern Pennsylvania Basketball League) и включала в себя 6 клубов, 5 из которых находились в Пенсильвании (Уилкс-Барре, Хэзлтон, Аллентаун, Ланкастер и Рединг), а шестая в Нью-Йорке (Бингемтон, которая позже переехала в Поттсвилл, Пенсильвания). В 1948 году лига была переименована в Восточную профессиональную баскетбольную лигу. В лигу добавились новые команды как из городов Пенсильвании (Вилльямспорт, Скрантон и Санберри), так и из Нью-Джерси (Трентон, Камден, Асбери-Парк), Делавэра (Уилмингтон) и Массачусетса (Спрингфилд).
Перед сезоном 1970/71 лига переименовалась в Восточную баскетбольную ассоциацию, позиционируя себя как профессиональную баскетбольную лигу на северо-востоке США, так и как неофициальную «кузницу кадров» для НБА и АБА. После расширения в Анкоридж, Аляска в 1977 году лига сменила название на Континентальную баскетбольную ассоциацию перед сезоном 1978/79.
В 1999 году все команды лиги были куплены инвестиционной компанией, возглавляемые бывшей звездой НБА Айзея Томасом. Однако предприятие оказалось финансово неуспешным, и в 2001 году КБА объявила о своём банкротстве. После этого несколько команд перешло в Международную баскетбольную лигу.
В конце 2001 года команды КБА и МБЛ объединились в Международную баскетбольную ассоциацию, купив активы несуществующей КБА, включая имя, эмблему и записи о банкротстве и возобновили деловые операции, став называть себя КБА.
Сезон 2007/08 КБА начало с 10 клубами в своём составе, что стало рекордным показателем начиная с 2001 года. В дополнение к 6 вернувшимся командам, в КБА вошло 3 команды: «Оклахома Чивалри», «Рио Гранде Сильверадос» и «Ист Кентуки Майнерс», а также «Атланта Кранк» вернулась, после того как пропустила сезон 2006/07.
Сезон 2008/09 в КБА начало всего 4 команды. В июне 2009 года комиссар КБА Джим Койн объявил, что, так как всего два клуба планируют выступать в лиге в следующем сезоне, чемпионат в 2010 году проходить не будет, таким образом лига перестает существовать.